# Duke (Genesis)
Duke is het tiende studioalbum van de Engelse band Genesis. Het album werd uitgebracht in 1980, en werd de eerste plaat van Genesis die in Engeland de top van de hitlijsten bereikte. Duke wordt voornamelijk gezien als een overgangsplaat, waar duidelijk afscheid werd genomen van elementen uit het verleden.

## Tracks
Alle muziek en teksten van Banks/Collins/Rutherford, tenzij anders aangegeven.
| 1.                 | Behind The Lines              | 5:31 |
| 2.                 | Duchess                       | 6:40 |
| 3.                 | Guide Vocal (Banks)           | 1:18 |
| 4.                 | Man Of Our Times (Rutherford) | 5:35 |
| 5.                 | Misunderstanding (Collins)    | 3:11 |
| 6.                 | Heathaze                      | 5:00 |
| 7.                 | Turn It On Again              | 3:50 |
| 8.                 | Alone Tonight (Rutherford)    | 3:54 |
| 9.                 | Cul-De-Sac (Banks)            | 5:02 |
| 10.                | Please Don't Ask (Collins)    | 4:00 |
| 11.                | Duke's Travels                | 8:41 |
| 12.                | Duke's End                    | 2:04 |
| Totale duur: 55:06 |                               |      |

## Bezetting
- Tony Banks : keyboards, gitaar, zang
- Mike Rutherford : gitaar, basgitaar, zang
- Phil Collins : zang, drums
- David Hentschel : achtergrondzang

From Genesis to Revelation · Trespass · Nursery Cryme · Foxtrot · Live · Selling England by the Pound · The Lamb Lies Down on Broadway · A Trick of the Tail · Wind & Wuthering · Seconds Out · ...And then there were three... · Duke · Abacab · Three Sides Live · Genesis · Invisible Touch · We Can't Dance ·  The way we walk volume one, the shorts · The way we walk volume two, the longs · Calling All Stations · Turn It On Again · Genesis Live over Europe